# Love and War
| Оценки критиков        | Оценки критиков |
| Источник               | Оценка          |
| ---------------------- | --------------- |
| Allmusic               | [ 1 ]           |
| Rolling Stone          | [ 2 ]           |
| Variety                | (favorable)     |
| Noisey                 | A               |
| Cleveland Plain Dealer | A-              |

Love and War — одиннадцатый студийный альбом американского кантри-певца и автора-исполнителя Брэда Пейсли, изданный 21 апреля 2017 года на лейбле Arista Nashville. В записи участвовали такие звёзды как Мик Джаггер, Джон Фогерти, Тимбалэнд.

## История
Альбом вышел 21 апреля 2017 года на лейбле Arista Nashville. Брэд Пейсли был соавтором всех песен, продюсером альбома был сам певец и Luke Wooten. В записи участвовали такие звёзды как Мик Джаггер, Джон Фогерти, Тимбалэнд. Песня «Gold All Over the Ground» основана на поэме, написанной Джонни Кэшем в его сборнике Forever Words.

Альбом получил в целом положительные и умеренные отзывы музыкальных критиков и интернет-изданий, Rolling Stone, Tennessean, Variety, WideOpenCountry.
Первым синглом выбрана песня «Today».

## Список композиций
| №   | Название                                         | Автор(ы)                                                  | Длительность |
| --- | ------------------------------------------------ | --------------------------------------------------------- | ------------ |
| 1.  | «Heaven South»                                   | Пейсли, Брент Андерсон, Chris DuBois                      | 4:15         |
| 2.  | «Last Time for Everything»                       | Пейсли, Smith Ahnquist, Брент Андерсон, DuBois, Mike Ryan | 3:51         |
| 3.  | «One Beer Can»                                   | Пейсли, Брент Андерсон, DuBois                            | 3:46         |
| 4.  | «Go to Bed Early»                                | Пейсли, Брент Андерсон, Hannah Dasher, DuBois             | 3:20         |
| 5.  | «Drive of Shame» (при участии Мика Джаггера)     | Пейсли, Мик Джаггер, Matt Clifford                        | 4:34         |
| 6.  | «Contact High»                                   | Пейсли, Kelley Lovelace, Lee Thomas Miller                | 4:35         |
| 7.  | «Love and War» (при участии Джона Фогерти)       | Пейсли, Джон Фогерти                                      | 3:52         |
| 8.  | «Today»                                          | Пейсли, DuBois, Ashley Gorley                             | 3:47         |
| 9.  | «selfietheinternetisforever»                     | Пейсли, Jim Beavers, DuBois                               | 3:41         |
| 10. | «Grey Goose Chase» (при участии Тимбалэнд)       | Пейсли, Jared Gutstadt, Miller, Тимбалэнд                 | 3:03         |
| 11. | «Gold All Over the Ground»                       | Пейсли, Джонни Кэш                                        | 3:33         |
| 12. | «Dying to See Her» (при участии Билла Андерсона) | Пейсли, Билл Андерсон                                     | 3:45         |
| 13. | «Solar Power Girl» (при участии Тимбалэнда)      | Пейсли, Gutstadt, Тимбалэнд                               | 3:45         |
| 14. | «The Devil Is Alive and Well»                    | Пейсли, Robert Arthur, Kenny Lewis                        | 4:00         |
| 15. | «Meaning Again»                                  | Пейсли, Lovelace, Miller                                  | 3:46         |
| 16. | «Heaven South (Reprise)»                         | Пейсли, Brent Anderson, DuBois                            | 1:11         |

## Чарты

### Альбом
| Чарт (2017)                        | Высшая позиция |
| ---------------------------------- | -------------- |
| Австралия (ARIA)                   | 22             |
| Бельгия/Фландрия (Ultratop)        | 174            |
| Бельгия/Валлония (Ultratop)        | 185            |
| Канада (Canadian Albums Chart)     | 11             |
| Норвегия (VG-lista)                | 24             |
| Шотландия (Scottish Albums Chart)  | 17             |
| Швейцария (Schweizer Hitparade)    | 26             |
| Великобритания (UK Albums Chart)   | 33             |
| США (Billboard 200)                | 13             |
| США (Billboard Top Country Albums) | 1              |